# Suno AI
Suno AI, ou simplement Suno (ce qui signifie « écouter » en hindi), est un programme de génération de musiques basé sur l'intelligence artificielle générative. Il est conçu pour générer des musiques et/ou chansons ; il peut créer des paroles, et combiner chant et instrumentation. Il est disponible depuis le 20 décembre 2023, après le lancement d'une application Web et un partenariat avec Microsoft, qui a inclus Suno comme plugin dans Microsoft Copilot.

## Fonctions
Le programme fonctionne en faisant correspondre les chansons aux prompts textuels fournis par les utilisateurs.

## Histoire
Suno a été fondé par quatre personnes : Michael Shulman, Georg Kucsko, Martin Camacho et Keenan Freyberg. Avant de créer leur propre entreprise à Cambridge dans le Massachusetts, ils travaillaient pour la startup d'intelligence artificielle Kensho.
En avril 2023, Suno a publié son modèle de génération de paroles et de sons. Celui-ci, nommé « Bark », est disponible sur GitHub et Hugging Face sous licence MIT,. 
Le 21 mars 2024, Suno a publié sa version v3, accessible à tous. Cette nouvelle version permet aux utilisateurs disposant d'un compte gratuit de générer des chansons d'une durée de 2 minutes.

## Transparence
Suno ne divulgue pas l'ensemble de données utilisées pour entraîner son intelligence artificielle, mais affirme qu'il a été protégé contre le plagiat et les problèmes de droits d'auteur.
Michael Shulman, PDG et cofondateur de Suno, a reconnu lors d'une interview que des œuvres protégées par le droit d'auteur ont été utilisées pour entraîner leur intelligence artificielle. Il considère cet usage légitime, invoquant le contexte d'apprentissage comme une exception au droit d'auteur. Cette position a conduit à des poursuites judiciaires de la part de plusieurs acteurs majeurs de l'industrie musicale, accusant Suno de violation des droits d'auteur.